# Освободители на Пловдив
Мемориалният комплекс „Освободители на Пловдив“ или Паметник на капитан Бураго е посветен на руските войници, освободили и спасили Пловдив от опожаряване през януари 1878 г. Комплексът е изграден на 9-ия километър край шосето за Пазарджик близо до границата на Пловдивска и Пазарджишка област.

## История
През 1970 година в памет на битката при Пловдив близо до предполагаемото място, където водените от капитан Александър Бураго 63-мата руски войници – драгуни преминават река Марица, е изграден мемориалният комплекс „Пътен символ на Пловдив и мемориална композиция за прослава подвига на кап. Бураго за Освобождението на града“, включващ паметен надпис на тристранна пирамида-пиедестал с герба на Пловдив, плочник, изобразяващ Тракийската равнина и малка площадка с трибуна за посрещане на официални гости на града.
След построяване на трасето на автомагистрала Тракия около Пловдив, разположението на комплекса го поставя в изолация и губи значението си на пътен символ (емблема) на града. След 1989 г. комплексът е напълно изоставен. През 2009 г. по инициатива на тогавашния кмет на район Западен на Пловдив Здравко Димитров комплексът е възстановен.
Според други източници, конният разезд на капитан Бураго всъщност е преминал реката в града при махала Мараша, срещу църквата „Свети Георги“.